# Cyperus guanipensis
Cyperus guanipensis là loài thực vật có hoa trong họ Cói. Loài này được Schnee mô tả khoa học đầu tiên năm 1944.